# Tuber sinense
Tuber sinense är en svampart som beskrevs av X.L. Mao 2000. Tuber sinense ingår i släktet Tuber och familjen Tuberaceae.   Inga underarter finns listade i Catalogue of Life.